# Рівер Сонг
Рівер Сонг (ім'я при народженні — Мелоді Понд, скорочено — Мелс; LII століття, астероїд Притулок Демонів — LI століття, Бібліотека) — вигаданий персонаж британського науково-фантастичного телесеріалу «Доктор Хто», створений Стівеном Моффатом, третя й остання регенерація Мелоді Понд. Колишній головний сценарист серіалу Рассел Т. Девіс казав, що вона є одним із найважливіших персонажів, що отримало підтвердження у сьомій серії шостого сезону.

## Історія
Вперше Рівер Сонг з'явилась у серіалі у 2008 році («Тиша у бібліотеці», «Ліс мерців»). Тоді, у 51 столітті, вона заявила Докторові, що є тією людиною, якій він повністю довіряє. У Рівер була його звукова викрутка, але потужніша та з новими функціями, а також щоденник, що містить інформацію про Доктора, в тому числі про його майбутнє (оскільки вона вже зустрічала його у своєму минулому, але у його майбутнього). Наприкінці серії вона жертвує собою і назавжди залишається у пам'яті суперкомп'ютера. Таким способом, ця зустріч була першою для Доктора, але останньою для Рівер.
Потім Рівер знову з'явилася в сезоні 2010 року, зустрівшись з Одинадцятим Доктором (Метт Сміт). Це була більш рання точка її часової лінії. У серіях «Час янголів» і «Плоть і камінь» з'ясовується, що Рівер сидить у в'язниці за «вбивство найкращого чоловіка, якого вона знала». Водночас вона називала Доктора «найкращим чоловіком, якого вона будь-коли знала». Неодноразово вона казала йому, що вони зустрінуться, коли «Пандорика» відчиниться.
У серіях «Пандорика відчиняється» та «Великий вибух» Рівер тікає з в'язниці, щоб передати Докторові послання-картину Ван Гога «Пандорика відчиняється», на якій було зображено ТАРДІС, яка вибухає. Мимоволі вона заманює Доктора у 102 рік нашої ери, де його зачиняють у Пандориці. Рівер опиняється в ТАРДІС під час вибуху, що майже знищив всесвіт. Після стирання Доктора зі всесвіту порожній щоденник Рівер допомагає Емі Понд його згадати. Забираючи книгу назад, Рівер каже Докторові, що скоро зустріне його і «все зміниться».
В серії «Гарна людина іде на війну» з'ясовується, що Рівер — це Мелоді Понд, новонароджена дочка Емі та Рорі, яку в цьому ж епізоді була викрадено невідомими ворогами Доктора. В серії обігруються значення англійських слів river (укр. річка) і pond (укр. ставок), а також melody (укр. мелодія, музика) і song (укр. пісня), та пояснюється передбачення, що звучало в минулих серіях: «Єдина вода у лісі — це річка» (англ. The only water in the forest is a river).
В серії «Вбиймо Гітлера» з'являється новий персонаж, на ім'я Мелс — найкраща подруга дитинства Емі Понд і Рорі, на честь якої Емі назвала свою дочку. З'ясовується, що Мелс — це Мелоді, і виходить, що, як зазначив Доктор, Емі Понд «назвала свою дочку на честь своєї дочки». З'ясовується, що у Мелоді є здібності до регенерації, як у Володарів Часу. В цій серії Мелс регенерує і стає вже відомою глядачам Рівер Сонг (у вигляді акторки Алекс Кінгстон). Майже відразу після цього Рівер убиває Доктора смертельною отрутою, що блокує його самостійну регенерацію, але, побачивши мертвого Доктора, передумує та воскрешає його, витративши весь запас своїх регенерацій. Наприкінці серії вона відлітає навчатися на археолога та розпочинає активно вивчати життя Доктора, щоб допомагати йому в потрібні моменти.
В серії «Час закриття» Мадам Коваріан знаходить Рівер Сонг і насильно одягає її в модифікований скафандр астронавта з «Аполлону» (водночас Рівер не може керувати рухами скафандра, він рухається сам по собі), для того, щоб убити Доктора на озері Сіленціо (ісп. Silencio — тиша) у штаті Юта.
В серії «Весілля Рівер Сонг» Рівер виходить заміж за Доктора. Сюжет серії будується на тому, що, опинившись у скафандрі на озері, Рівер відмовляється вбити Доктора, розрядивши збройну систему. Вона переписує зафіксовану точку в часі й у такий спосіб створює альтернативний всесвіт, де час застряг на 5:02 по обіді — часі, коли мав загинути Доктор. Однак, коли Доктор і Рівер доторкаються, це знову переносить їх у той ключовий момент на озері. У кінці серії відбувається щось на кшталт весільної церемонії, під час якої Доктор цілує Рівер, і їхній доторк знову повертає їх у той момент. Рівер стріляє в Доктора та вбиває його, але він знаходить спосіб урятуватись. У самому кінці серії Рівер розкриває Емі, що Доктор, у якого вона стріляла, був не справжнім, а робокопією-Теселектою, а справжній Доктор у цей час перебував всередині робота у зменшеному вигляді.
Рівер також з'являється у бонусі на DVD шостого сезону «Ніч і Доктор» в епізодах «Перша ніч» і «Остання ніч».
В серії «Янголи захоплюють Мангеттен» Рівер з'являється після довготривалої відсутності. Доктор знаходить у піджаці книгу — детектив, написаний Мелоді Мелон (англ. Melody Malone), якою і є Рівер. Як з'ясовується, у книзі описуються події, що трапилися з Емі, Рорі та Доктором.
Рівер присутня в ролі стороннього спостерігача, але під кінець вона допомагає Емі прийняти правильне рішення, про що потім переживає, та пише книгу, яку потім надсилає Емі та Рорі. На пропозицію Доктора залишитися з ним і продовжити мандрувати вона відповідає «Коли та куди завгодно, але не назавжди. ТАРДІС вистачить і одного психопата».
В серії «Ім'я Доктора» з'являється «ехо» Рівер, записане та збережене в Бібліотеці, але це ехо володіє знаннями про всі події, що відбуваються в житті Доктора.
В серії «Чоловіки Рівер Сонг» відбувається останнє побачення Доктора та Рівер перед тим, як вона вирушить до Бібліотеки (проте вона спершу не може впізнати Доктора, оскільки не знає про його новий цикл регенерацій).

### Онлайн-появи
Алекс Кінгстон від імені Рівер Сонг озвучувала «Файли монстрів» — документальний розділ на офіційному сайті Доктора Хто, присвячений прибульцям у серіалі. Раніше розділ озвучував Джон Барроумен (Джек Гаркнесс).

## Виробництво
Рассел Т. Девіс уявляв Рівер як «дружину Доктора», початково планувалося запросити на цю роль Кейт Вінслет. У підсумку роль дісталась Алекс Кінгстон, про яку Девіс сказав: «Я, чорт забирай, люблю її!».

## Товари
Офіційно випущено іграшки, пов'язані з Рівер Сонг — її фігурка та модель «майбутньої звукової викрутки».

## Появи у «Докторі Хто»
| №   | # | Назва                                        | Режисер   | Сценарист     | Світова прем'єра | Виробничий код |
| --- | - | -------------------------------------------- | --------- | ------------- | ---------------- | -------------- |
| 195 | 8 | «Тиша у бібліотеці» «Silence in the Library» | Еврос Лін | Стівен Моффат | 31 травня 2008   | 4.9            |
| 195 | 9 | «Ліс мерців» «Forest of the Dead»            | Еврос Лін | Стівен Моффат | 7 червня 2008    | 4.10           |

| №   | #  | Назва                                          | Режисер             | Сценарист     | Світова прем'єра | Виробничий код |
| --- | -- | ---------------------------------------------- | ------------------- | ------------- | ---------------- | -------------- |
| 206 | 4  | «Час янголів» «Time of Angels»                 | Адам Сміт (режисер) | Стівен Моффат | 24 квітня 2010   | 1.4            |
| 206 | 5  | «Плоть і камінь» «Flesh and Stone»             | Адам Сміт           | Стівен Моффат | 1 травня 2010    | 1.5            |
| 212 | 12 | «Пандорика відчиняється» «The Pandorica Opens» | Тобі Гейнс          | Стівен Моффат | 19 червня 2010   | 1.12           |
| 212 | 13 | «Великий вибух» «The Big Bang»                 | Тобі Гейнс          | Стівен Моффат | 26 червня 2010   | 1.13           |

| №   | #  | Назва                                                | Режисер       | Сценарист     | Світова прем'єра | Виробничий код |
| --- | -- | ---------------------------------------------------- | ------------- | ------------- | ---------------- | -------------- |
| 214 | 1  | «Неможливий астронавт» «The Impossible Astronaut»    | Тобі Гейнс    | Стівен Моффат | 23 квітня 2011   | 2.1            |
| 214 | 2  | «День Місяця» «Day of the Moon»                      | Тобі Гейнс    | Стівен Моффат | 30 квітня 2011   | 2.2            |
| 218 | 7  | «Гарна людина іде на війну» «A Good Man Goes to War» | Пітер Гоар    | Стівен Моффат | 4 червня 2011    | 2.7            |
| 219 | 8  | «Давайте вб'ємо Гітлера» «Let's Kill Hitler»         | Річард Сеніор | Стівен Моффат | 27 серпня 2011   | 2.8            |
| 223 | 12 | «Час закриття» «Closing Time»                        | Стів Г'юз     | Гарет Робертс | 24 вересня 2011  | 2.12           |
| 224 | 13 | «Весілля Рівер Сонг» «The Wedding of River Song»     | Джеремі Вебб  | Стівен Моффат | 1 жовтня 2011    | 2.13           |

| №   | #  | Назва                                                     | Режисер     | Сценарист     | Світова прем'єра |
| --- | -- | --------------------------------------------------------- | ----------- | ------------- | ---------------- |
| 230 | 5  | «Янголи захоплюють Мангеттен» «The Angels Take Manhattan» | Нік Гарран  | Стівен Моффат | 29 вересня 2012  |
| 239 | 14 | «Ім'я Доктора» «The Name of The Doctor»                   | Сол Мецстін | Стівен Моффат | 18 травня 2013   |

| №   | # | Назва                                              | Режисер          | Сценарист     | Світова прем'єра |
| --- | - | -------------------------------------------------- | ---------------- | ------------- | ---------------- |
| 263 | — | «Чоловіки Рівер Сонг» «The Husbands of River Song» | Дуглас Маккіннон | Стівен Моффат | 25 грудня 2015   |